# A Semmelweis Egyetem híres diákjainak és tanárainak listája
Az alábbi listában a Semmelweis Egyetem egykori és jelenlegi, nevezetesebb diákjai és tanárai olvashatóak.
| Ábécé szerinti tartalomjegyzék                                                                           |
| --- |
| A, Á B C Cs D Dz Dzs E, É F G Gy H I, Í J K L Ly M N Ny O, Ó Ö, Ő P Q R S Sz T Ty U, Ú Ü, Ű V W X Y Z Zs |

### A, Á
- Aczél György
- Ádám Lajos
- Ágoston Elek
- Ajtai Kovách Sándor
- Alexander Béla
- Alföldy Zoltán
- Anderlik Piroska
- Antoni Ferenc
- Arányi Lajos György
- Árkövy József
- Arnold Csaba
- Auer Károly Gábor

### B
- Babes Viktor
- Babics Antal
- Bakay Lajos sebész
- Bakody Tivadar József pedagógus
- Balassa János sebész
- Balázs Dezső
- Bálint Péter
- Bálint Rezső belgyógyász
- Baló József
- Balogh Ernő
- Balogh Ferenc
- Balogh Kálmán
- Balogh Károly
- Bánóczy Jolán
- Bársony János
- Beer Nepomuk János
- Belák Sándor biokémikus
- Bene Ferenc (1775-1858)
- Benedek László ideggyógyász
- Beregi Edit gerontológus, patológus
- Berentey György
- Berényi Béla
- Beznák Aladár
- Birly Ede Flórián
- Blaskovics László Fridolin
- Böhm Károly
- Bókai János
- ifj. Bókay János
- Bókay Árpád
- Böke Gyula
- Boros József Márton
- Boros Sándor
- Brunkala Román
- Buday Kálmán
- Bugát Pál

### C
- Christen Kristóf András
- Clauder Ottó Ervin

### Cs
- Csaba György
- Csandra Endre neurológus
- Csausz Márton
- Csipke Zoltán
- Csömör Sándor
- Csurgovics Sándor

### Cz
- Czermák János

### D
- Dabis László
- Darányi Gyula
- de Châtel Rudolf
- Dénes József
- Diescher János
- Dollinger Gyula

### E, É
- Eckstein Ferenc
- Eckstein Frigyes
- Eckstein János

### F
- Fabini János Theophil
- Faragó Ferenc
- Farkas Géza biológus
- Farkas Pál tanár
- Fehér János
- Fejérdy Pál
- Fekete György
- Ferenczi Sándor
- Fodor József
- Földvári Ferenc bőrgyógyász
- Fonyó Attila
- Frang Dezső
- Frankenburg Jakab
- Frigyesi József

### G
- Gaál Péter
- Gábor György
- Gebhardt Lajos
- Gebhardt Xavér Ferenc
- Gegesi Kiss Pál
- Gábor György
- Genersich Antal Konstantin
- Gera István
- Gerard van Swieten
- Gerenday József
- Gerlóczy Ferenc Albert
- Germán Tibor
- Gerő Sándor
- Gilg János
- Glauber Andor
- Gömöri Pál
- Gottsegen György
- Gráf Ferenc
- Gyarmati László

### H
- Haász Árpádné
- Haberle Károly
- Hainiss Elemér
- Halász Béla
- Haynal Imre
- Hőgyes Endre
- Halmai János
- Haranghy László
- Hári Pál
- Hársing László
- Hauszmann Ferenc
- Havas Ignác
- Hedri Endre
- Heim Pál András
- Hermann Péter
- Herzog Ferenc Xavér
- Hidasi Gyula
- Hoffner József
- Holló István Pál
- Hoór Károly
- Horányi (Hechst) Béla
- Horay Gusztáv
- Horn Béla
- Horváth Ferenc
- Horváth István
- Hunyady László
- Huszár Ilona
- Huzella Tivadar

### I, Í
- Ihász Mihály
- Illyés Géza
- Imre György
- Incze Gyula
- Issekutz Béla
- Iván László
- Iványi Frigyes

### J
- Jakabházy Zsigmond
- Jellinek Harry
- Jendrassik Ernő
- Jendrassik Jenő
- Juhász Pál

### K
- Kelen Béla
- Kenyeres Balázs
- Kerpel-Fronius Ödön
- Kétly Károly
- Kétly László, br.
- Kézmárszky Tivadar
- Kieninger Boldizsár
- Király Kálmán
- Kiss Ferenc
- Kiszely György
- Kitaibel Pál
- Klebovich Imre
- Klimkó Dezső
- Klug Nándor
- Knoll József
- Koczkás Gyula
- Kopp Mária
- Korányi Frigyes
- Korányi Sándor
- Kőrösy Kornél
- Kovách Arisztid G B
- Kovács József
- Kováts Ferenc
- Krompecher Ödön
- Kubinyi Pál
- Kudász József
- Kuzmik Pál

### L
- Lapis Károly
- Laufenauer Károly
- Lehoczky-Semmelweis Kálmán
- Lenhossék József
- Lenhossék Mihály
- Lenhossék Mihály Ignác
- Lénárt Zoltán
- Liebermann Leó
- Linzbauer Ferenc Xavér
- Lippay Gáspár
- Lipták Pál Jenő
- Littmann Imre
- Lumniczer Sándor

### M
- Magyar Imre
- Magyar István Diodor
- Magyar Kálmán
- Mansfeld Géza Frigyes
- Margó Tivadar
- Markusovszky Lajos
- Máthé Dénes
- Matolay György
- Melly József
- Merkely Béla
- Mész László
- Mészáros Judit
- Mihalkovics Géza
- Miltényi Miklós
- Minder Gyula
- Miskovits Gusztáv
- Moldoványi István
- Molnár László
- Monos Emil
- Moravcsik Ernő Emil
- Mozsonyi Sándor

### N
- Nagy Dénes
- Nagy Lajos
- Nagy Zoltán Zsolt
- Nagylucskay Sándor
- Nékám Lajos
- Nemes Attila
- Németh Béla
- Nendtvich Károly
- Neuber Ede
- Nónay Tibor
- Noszál Béla

### Ny
- Nyerges Mihály
- Nyírő Gyula

### O, Ó
- Ónodi Adolf
- Orsós Ferenc

### Ö, Ő
- Ökrös Sándor

### P
- Palkovics András
- Pandula Egon László
- Perner Ferenc
- Pénzes István
- Pertik Ottó
- Petényi Géza
- Petrányi Gyula
- Petrovszkij, Borisz Vasziljevics
- Pfisterer András
- Piller Mátyás
- Plenck, Joseph Jakob
- Plósz Pál
- Pollák Elemérné
- Prandt Ádám Ignác
- Preisz Hugó

### R
- Rácz István
- Rácz Sámuel
- Rácz István Lajos
- Radák Zsolt
- Radnót Magda
- Ratkóczy Nándor
- Réczey Imre
- Reisinger János
- Réthelyi Miklós
- Révész György
- Ribári Ottó
- Rigler Gusztáv
- Romics László
- Romoda Tibor
- Rosivall László
- Rózsa Imre
- Rubányi Pál
- Rupp Nepomuk János
- Rusznyák István

### S
- Sadler József
- Sándor Pál
- Sangaletti Eduard
- Sauer Ignác
- Schaffer Károly
- Scheuthauer Gusztáv
- Schmidt János
- Schoepf-Merei Ágoston
- Schönbauer József Antal
- Schordann Zsigmond
- Schoretits Mihály
- Schranz Dénes
- Schraud Ferenc
- Schulek Vilmos
- Schultheisz Emil
- Schuster János Konstantin
- Schwimmer Ernő
- Sebestény Gyula István
- Seidl Emánuel
- Semmelweis Ignác „az anyák megmentője”
- Simonovits István
- Soltész Lajos
- Somogyi Endre
- Sós József
- Sótonyi Péter
- Stáhly György
- Stáhly Ignác
- Stefanics János
- Stipsics Ferdinánd Károly
- Stockinger Tamás
- Straub F. Brunó
- Streitt János
- Stulfa Péter

### Sz
- Szabó József
- Szabó László Ferenc
- Szabó Zoltán
- Szarka Sándor
- Szász György
- Szécsény Andor
- Székely Ágoston
- Székessy Hermann Vilma
- Szél Ágoston
- Szende Béla
- Szening János
- Szent-Györgyi Albert
- Szentágothai János
- Szlávi László
- Szodoray Lajos
- Szollár Lajos
- Szörényi Imre

### T
- Tognio Lajos
- Tolnay Sándor
- Tóth István
- Tóth Lajos
- Tömböl Teréz
- Tringer László
- Tulassay Tivadar
- Trnka Vencel / Venceslav Trnka von Krzowitz

### U
- Udránszky László

### V
- Vámos Imre
- Vámossy Zoltán
- Varga Gyula
- Varga István
- Vedres István
- Végh Antal
- Veleczky János
- Verebélÿ Tibor
- Verzárné dr. Petri Gizella
- Veza Gábor
- Vincze Zoltán
- Vízkelety Tibor
- Vörös László

### W
- Wachtel Dávid
- Wagner János
- Weil Emil
- Wéber György
- Winkler Lajos

### Z
- Zalai Károly
- Zalka Ödön
- Záray Ervin
- Zelkó Romána
- Zelles Tivadar
- Zinner Nándor
- Zlamál Vilmos
- Zoltán Imre

### Zs
- Zsebők Zoltán
- Zselyonka László
- Zsolnai Béla